# 木蘭

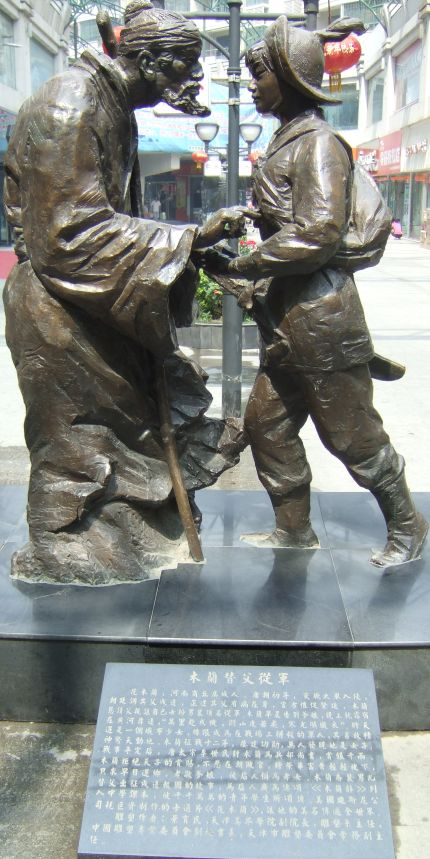
木蘭と父の像（新郷市）

木蘭（もくらん、繁体字: 木蘭; 簡体字: 木兰; 拼音: Mùlán; ウェード式: Mu4-lan2、ムーラン）は、中国における伝承文芸・歌謡文芸で語られた物語上の女性主人公。木蘭の姓は「花」「朱」「木」「魏」など一定していないが、京劇では「花木蘭」とされる。
『百美新詠図伝』では、歴朝で最も名高い美人百人に選ばれている。

## 概要
老病の父に代わり、娘の木蘭が男装して従軍、異民族（主に突厥）を相手に各地を転戦し、自軍を勝利に導いて帰郷するというストーリーである。
陳の釈智匠『古今楽録』に収められた北魏の『木蘭詩』（木蘭辞とも、作者不詳）が記録された最も古い文献とされる。
『楽府詩集』25巻橫吹曲辭5の「梁鼓角橫吹曲十二首」に木蘭詩2首が収められている。南北朝時代の北朝の民間民謡に由来するとされる。その注に「古今楽録曰　木蘭不知名 浙江西道観察使兼御史中丞韋元甫續附入」と『古今楽録』の記事が記載される。
木蘭従軍故事は後代、詩歌や戯曲・小説の題材となった。戯曲では、明の徐渭が編んだ雑劇『雌木蘭』などがある。また現在の京劇などでは『花木蘭』の題で演じられている。小説では清初の褚人穫『隋唐演義』にも含まれている。日本では田中芳樹が、これを題材にした小説『風よ、万里を翔けよ』を書いている。
木蘭は中国では英雄的女性であるが、鮮卑族だったというのが学界の主流の見解である。木蘭は、唐代以降、漢人の社会概念を加味した口承物語として漢人に伝えられたが、その後の作品の改編で木蘭の遊牧民の出自が消去され、明代には徐渭の『雌木蘭』に、北魏や胡族がおこなっていなかった纏足というストーリー加味された。遊牧民の女性は兵士として男性と共に戦争を戦っていたとみられ、2020年、考古学者のChristine LeeとYahaira Gonzalezは、モンゴルから出土した女性の遺骨の関節炎、骨格の外傷、筋肉の付着の痕跡などからから判断して、生前に「弓を射る武術に長けていた」可能性のある鮮卑の女性であることを特定し、匈奴や突厥よりも鮮卑の女性の方が騎乗していたことを発見し、鮮卑の平民女性は騎兵として常時戦争に赴いていたのではないかと推測している。

## 木蘭を題材とした作品（20世紀以後）
映画
- 『花木蘭従軍』（1927年、中華民国）

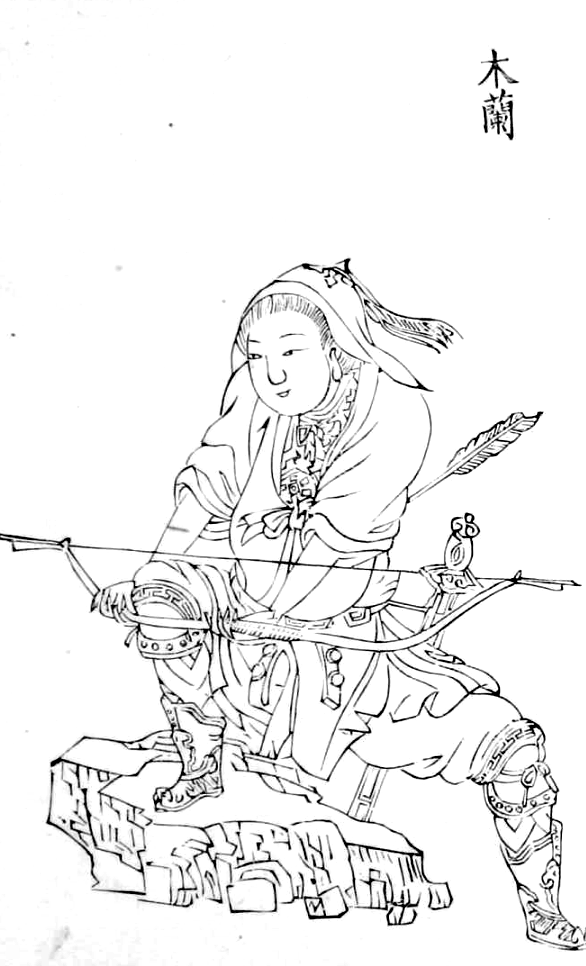
『百美新詠図伝』

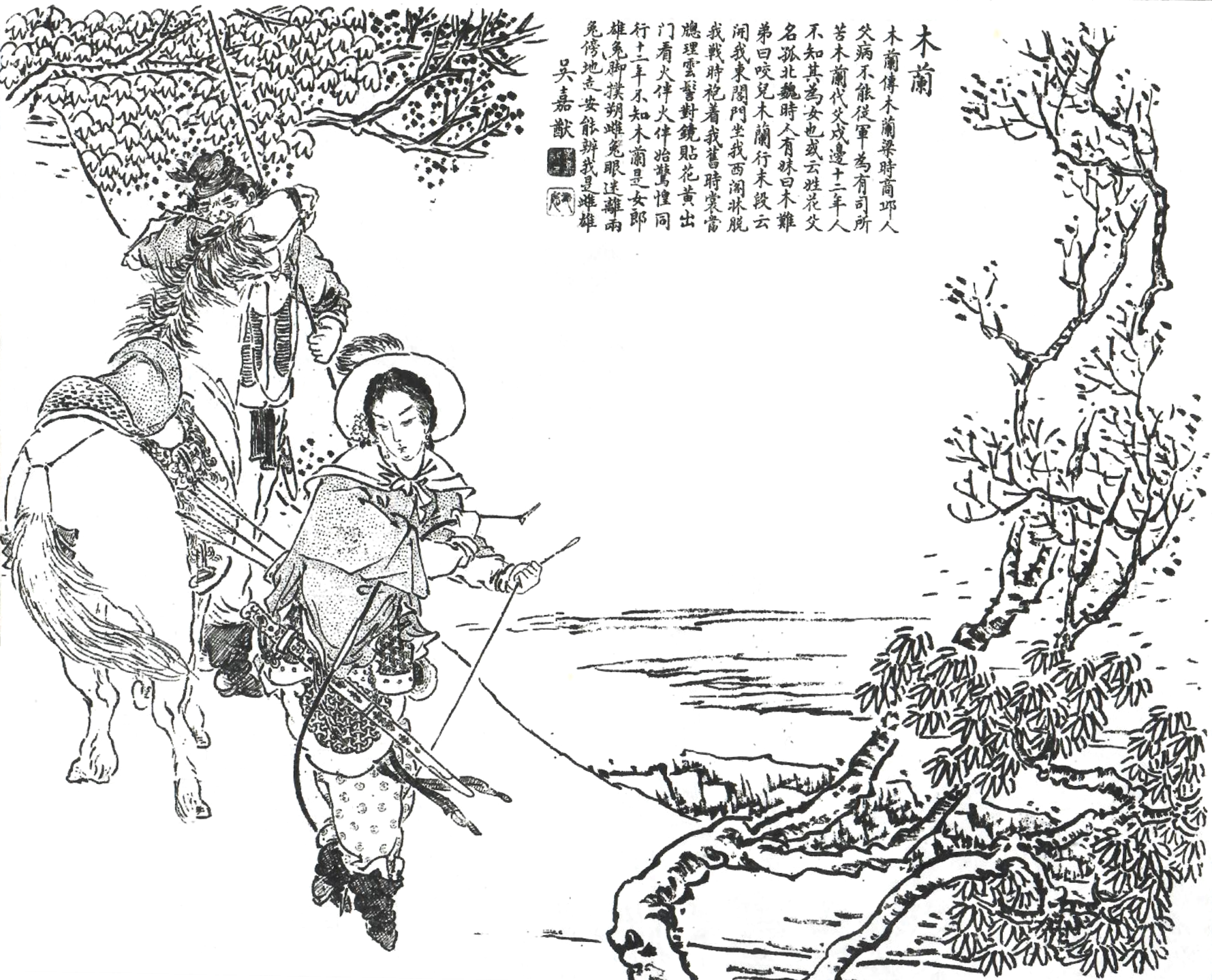
木蘭（『古今百美圖』）

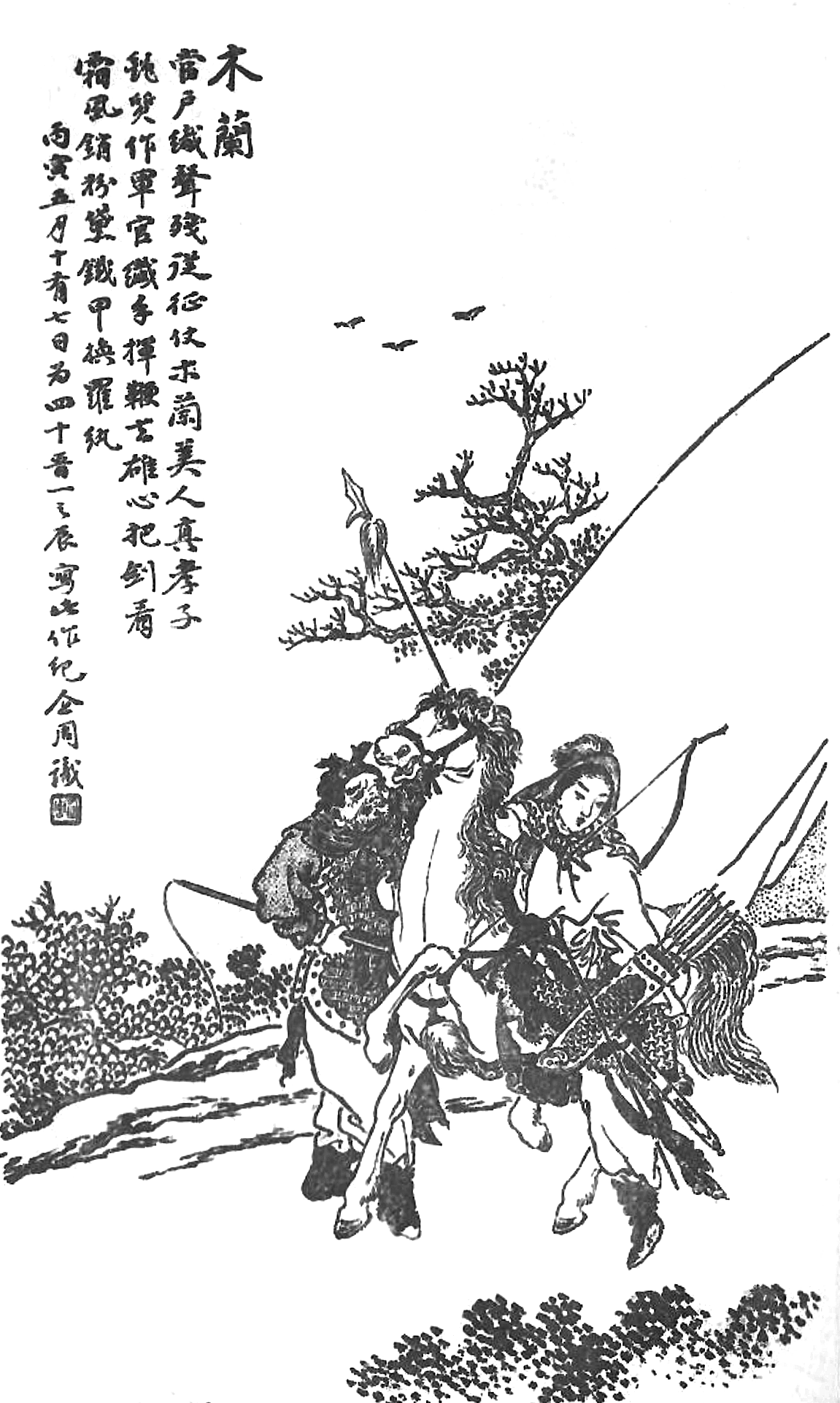
木蘭（『美人百態畫譜』）

- 『木蘭従軍（中国語版）』（1927年、中華民国）
- 『木蘭従軍』（原題：木蘭従軍、1939年、日本軍の占領下にあった上海の華成公司、陳雲裳主演） - プロデューサーの張善琨たちの異民族（即ち日本）への抵抗の意思を暗喩した作品とされるが、彼らの屈辱と苦衷の日々を察していた日本側責任者の川喜多長政はこれに異議を唱えなかったとされる。
- 『花木蘭』（1951年、香港）
- 『木蘭従軍』（1959年、香港）
- 『花木蘭/男装の将軍ムーラン』（原題：花木蘭、1964年、中国、リン・ポー主演）
- 『ムーラン』（原題：Mulan、1998年、米国、ディズニーのアニメーション映画）
  - 『ムーラン2』（原題：Mulan II、2005年、米国、上記ディズニーアニメ映画の続編のオリジナルビデオ作品）

- 『ムーラン』（原題：花木蘭、2009年、中国、ヴィッキー・チャオ主演）
- 『ムーラン』（原題：Mulan、2020年、米国、リウ・イーフェイ主演）
- 『ムーラン 戦場の花』（原題：無双花木蘭、2020年、中国、フー・シェアール主演）
- 『ムーラン 美しき英雄』（原題：木蘭之巾幗英豪、2020年、中国、リウ・ヨンシー主演）
- 『ムーラン 最後の戦い』（原題：花木蘭之大漠營救、2020年、中国、チャン・ドン主演）
- 『戦華 バトル・オブ・ムーラン』（原題：花木蘭、2020年、中国、リュウ・チューシュアン主演）

テレビドラマ
- 『花木蘭（中国語版）』（1998年、香港、TVB）
- 『花木蘭（中国語版）』（1999年、台湾、中国電視公司）
- 『ムーラン』（原題：巾幗大將軍、2012年、中国、東南衛視（中国語版）、エレイン・コン主演）
- 『花木蘭伝奇（中国語版）』（2013年、中国中央電視台）

小説・コミック
- 田中芳樹『風よ、万里を翔けよ』（徳間書店、初版1991年／中公文庫、新装版2016年、ISBN 4122062349）- 舞台は隋朝。
- 秋乃茉莉『風よ、万里を翔けよ-花木蘭物語』（角川書店「あすかコミックス」、1999年）、上記のコミック版
- もとむらえり『風よ、万里を翔けよ』（秋田書店「プリンセス・コミックス」全4巻、2016年-2018年）、同上

絵画
- 橋本関雪『木欄』1918年 白沙村荘橋本関雪記念館蔵

## 注・出典
1. ↑   郭茂倩 (中国語), 樂府詩集, ウィキソースより閲覧。
2. ↑  2首のうち1首目の日本語訳は、『中国名詩選 中』松枝茂夫 編 1984年 岩波文庫 ISBN 978-4003203323 、南北朝時代の歌謡〔北朝の歌謡〕 p.196-204 がある。もう1首は後の時代に追加されたもので、（唐）韋元甫（中国語版） 作のものである。
3. ↑  単に『木蘭従軍』の逸話を取り込んだもので史実とは無関係であり、作品の主要な要素ではない。
4. ↑  Lan, Feng (2003). The Female Individual and the Empire: A Historicist Approach to Mulan and Kingston's Woman Warrior. Comparative Literature, 55(3). p. 232. "Western scholars, not burdened by Chinese scholars' anxiety to affirm the continuity of Chinese civilization, do not hesitate to point out Mulan's "non-Chinese" origin (Nienhauser 77nl; Allen 346). [...] Opinions on Mulan's ethnic identity have varied among Chinese scholars. For instance, while Yao Darong argues that Mulan was from a Han-Chinese family [姚大荣《木兰从军时地补述》, 1925, 頁80,頁85], Xu Zhongshu insists that Mulan was of Xianbei stock [徐中舒的《〈木兰歌〉再考》, 1925, 頁82]. Recent Chinese scholars tend to downplay this issue by recognizing Mulan as a Northern woman from a region that was then characterized by racial mixture."
5. ↑  “The Controversial Origins of the Story Behind Mulan”. タイム. (2020年9月11日).  オリジナルの2021年5月12日時点におけるアーカイブ。
6. ↑  陳三平『木蘭與麒麟』八旗文化、2019年5月15日、2頁。
7. 1 2  陳三平 (2019年6月5日). “《木蘭與麒麟》：唧唧復唧唧──木蘭其實是「胡人」?”. 関鍵評論網.  オリジナルの2021年11月8日時点におけるアーカイブ。. "一九九九年一月二十三日、一則出自伊斯坦堡的美聯社報導：〈土耳其國族主義者抗議《花木蘭》〉（“Turkey Nationalists Protest ‘Mulan’”）、指出土耳其的國族主義政黨抵制迪士尼電影《花木蘭》在土耳其上映、因為「這部動畫電影藉由宣揚匈奴人是壞人、中國人是和平愛好者、來扭曲並詆毀突厥歷史」。如同本章將闡述的、諷刺的是、巾幗英雄木蘭的特殊名字、並不是源自迪士尼電影所附會的傳說中的文化背景、甚至連漢語都不是、而是來自突厥－蒙古遊牧民的社會環境。且就像本章的標題所示、木蘭之名的真正意涵可能更接近另一個動畫電影中常見的通俗角色。除了這幾點之外、還有一個事實也許更加諷刺——據一些古代和現代語言學家的說法、木蘭故事中占優勢的「中國人」不是別人、正是突厥集團中的拓跋部。"
8. ↑  蔡娪嫣 (2020年9月10日). “千年傳說的「中國化」：花木蘭如何從蒙古女戰士變成「漢人」?”. 風傳媒.  オリジナルの2021年5月31日時点におけるアーカイブ。
9. ↑  Katherine J. Wu (2020年4月29日). “Researchers Uncover New Evidence That Warrior Women Inspired Legend of Mulan”. Smithsonian Magazine
10. ↑  新華影業公司（英語版）、日本の占領期間に唯一残った映画会社。
11. ↑  “黄金の国の屏風（10） 橋本関雪「木蘭」（左隻）”. 日本経済新聞 (2023年12月28日). 2023年12月27日閲覧。